# Spotlight Automotive
Spotlight Automotive Ltd. (спрощ.: 光束汽车; піньїнь: Guāngshù Qìchē) — це спільне підприємство BMW Group і Great Wall Motor (GWM), засноване в 2018 році для розробки та виробництва електромобілів під брендом Mini у Китаї.

## Історія
У листопаді 2019 року, після угоди 2018 року, BMW і GWM заснували Spotlight Automotive. 
Його виробничий завод у Чжанцзягані, Цзянсу був побудований між 2020 і 2022 роками.  Перший серійний автомобіль Mini Cooper SE (J01) зійшов із заводу 14 жовтня 2023 року. 

## Продукти

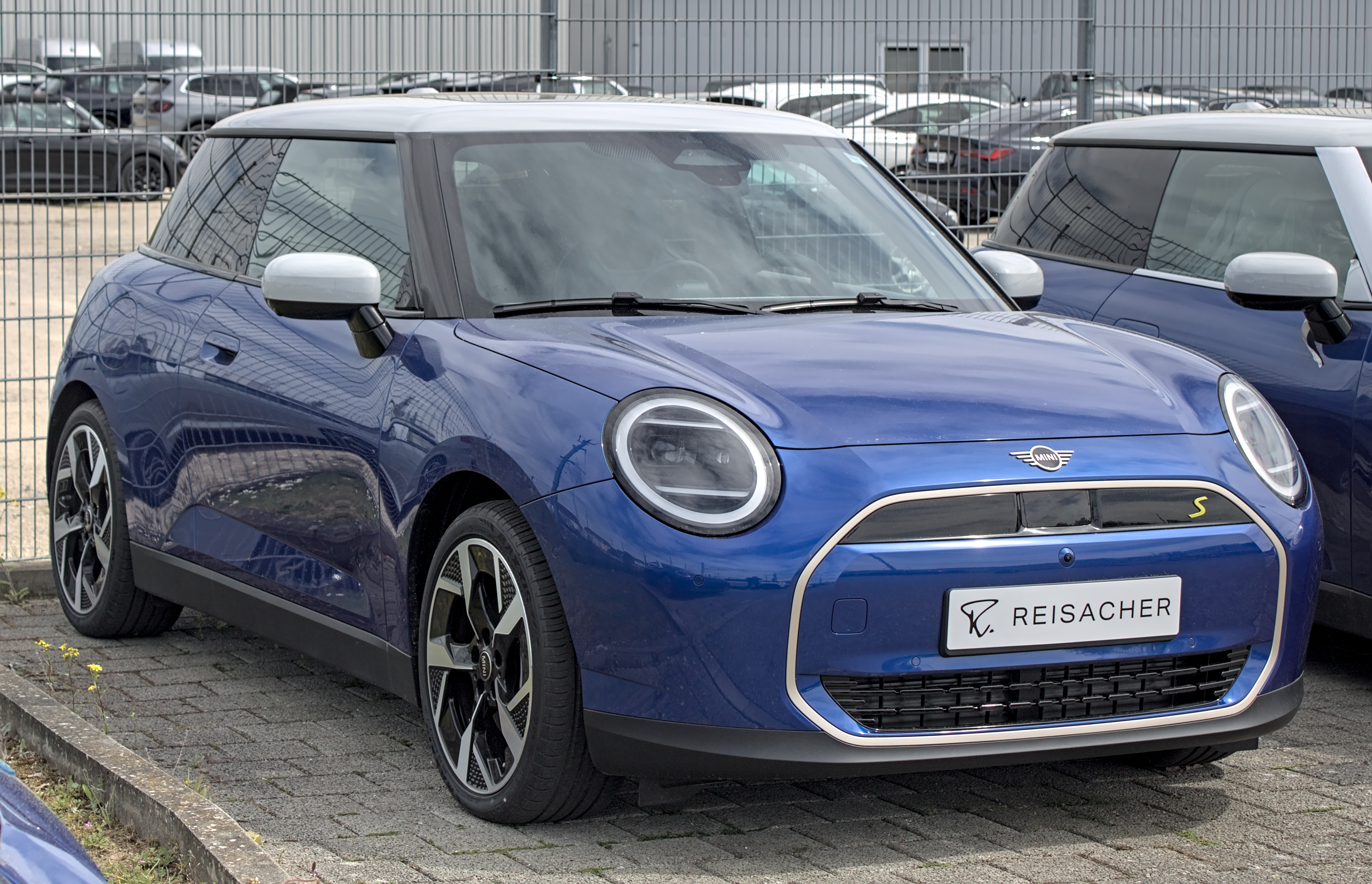
Mini Cooper E/SE (J01) (2024–дотепер), субкомпактний хектбек, BEV
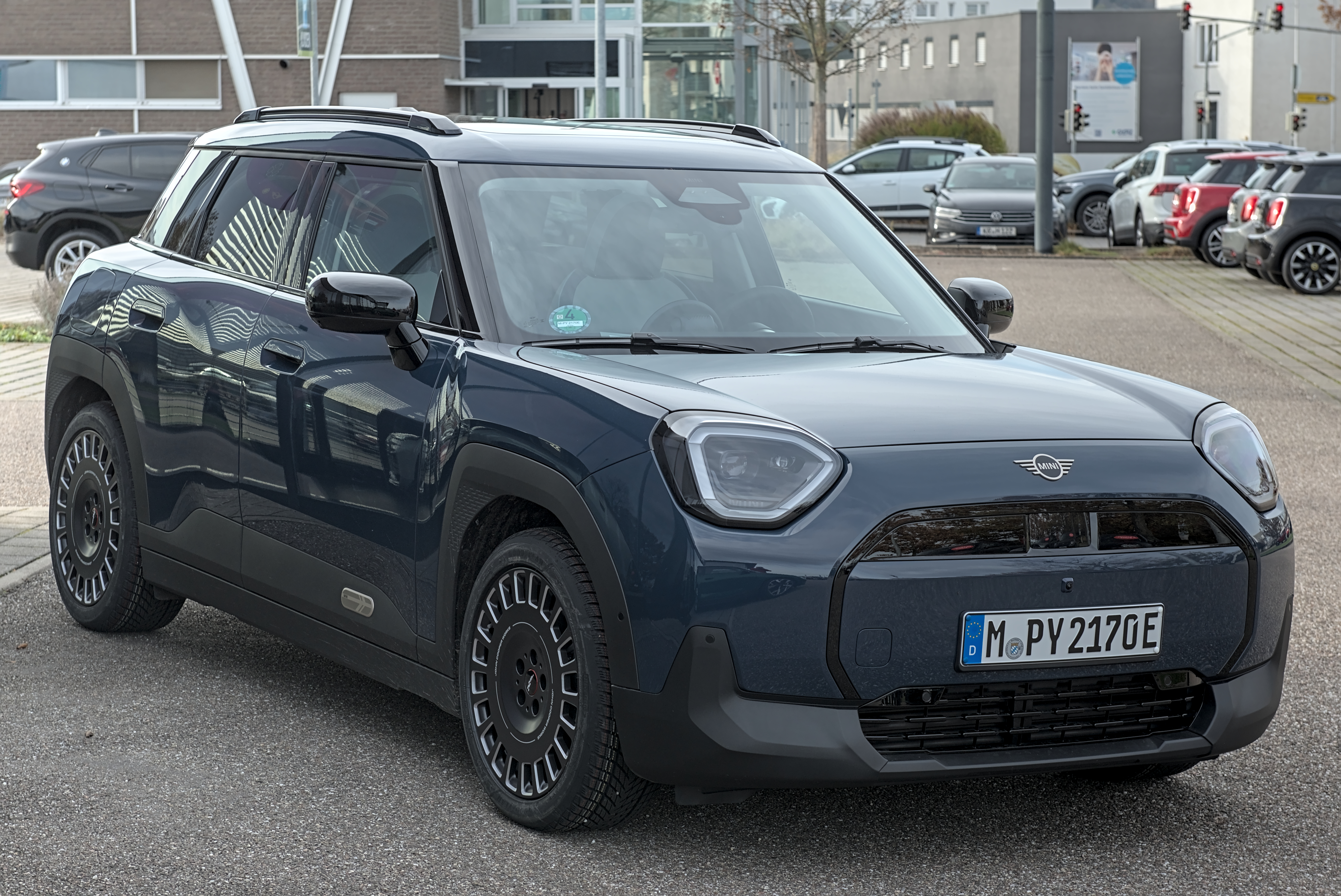
Mini Aceman (J05) (2024–дотепер), субкомпактний SUV, BEV  - Mini Cooper SE (J01)
  - Mini Aceman (J05)